# 이노테크 (기업)
주식회사 이노테크(영어: INNOTECH)는 대한민국의 복합 신뢰성 환경시험 장비 기업이다.

## 역사
2024년 충남 수출유공자 시상식에서 5백만불 수출탑을 수상하였으며 2025년 주관사를 KB증권으로 상장할 예정이다.